# نیکا گیلاوری
نیکا گیلاوری (گرجی: ნიკოლოზ [ნიკა] გილაური؛ زادهٔ ۱۴ فوریهٔ ۱۹۷۵) سیاست‌مدار و نخست وزیر سابق اهل گرجستان است. او مابین سال‌های ۲۰۰۴ تا ۲۰۰۷ به عنوان وزیر انرژی، از سال ۲۰۰۷ تا ۲۰۰۹ به عنوان وزیر دارایی و از سال ۲۰۰۸ تا ۲۰۰۹ به عنوان معاون اول نخست وزیر فعالیت کرده‌است. گیلاوری همچنین طی سال‌های ۲۰۰۹ تا ۲۰۱۲ به عنوان هشتمین نخست وزیر کشور گرجستان مشغول به کار بوده‌است.
وی در سال ۲۰۱۲ به عنوان رئیس صندوق مشارکت JSC که یک صندوق سهام دولتی است، منصوب شد. در حال حاضر گیلاوری کسب و کار مشاوره‌ای خود را برای مدیران بخش عمومی راه اندازی کرده است. او همچنین مشاور ارشد شرکت مکینزی اند کامپنی می‌باشد.

## تحصیلات و شغل اولیه
نیکا گیلاوری در سال ۱۹۷۵ در تفلیس به دنیا آمد. او از دانشگاه لیمرک با مدرک لیسانس مطالعات بازرگانی در اقتصاد و امور مالی فارغ‌التحصیل شد و سپس مدرک فوق‌لیسانس خود را در رشته مدیریت بازرگانی بین‌المللی از دانشگاه تمپل، فیلادلفیا دریافت کرد.
قبل از پیوستن به دولت گرجستان، گیلاوری به عنوان ناظر مالی در یک شرکت مشاوره بین‌المللی در زمینه انرژی که پیمانکار مدیریت اپراتور تجاری سیستم های برق گرجستان بود، کار می‌کرد.

## دوران وزارت
گیلاوری در سال ۲۰۰۴ به عنوان وزیر انرژی به دولت گرجستان پیوست و اصلاحات مد نظر خودش را در بخش انرژی رهبری کرد. او توانست کشور گرجستان را که در برخی از مواقع سال با قطعی برق و خاموشی‌های مقطعی روبه‌رو بود، به صادرکننده خالص برق تبدیل کند. گیلاوری در همکاری با دولت وقت گرجستان  موفق شد فساد سازمان‌یافته در دولت این کشور را ریشه کن کند و با تدوین قوانین جدید بازار و روش‌های تعرفه‌ای جدید، ساختار اقتصادی گرجستان را متحول سازد.
گیلاوری همچنین مذاکرات دولت گرجستان را با شرکت‌های تولید و صادرکننده انرژی در منطقه قفقاز مانند گازپروم، سوکار، اینتر رائو و دیگر شرکت‌های بزرگ انرژی رهبری کرد که منجر به تبدیل گرجستان به یکی از کشورهای منطقه شد که دارای بیشترین امنیت در حوزه انرژی می‌باشند.
گیلاوری در دوران وزارت خود به عنوان وزیر دارایی نیز اصلاحات مختلفی را در سطوح خرد و کلان اقتصاد گرجستان هدایت کرد. او در راستای سیاست فسادزدایی از ساختار اقتصادی کشور اقدام به شفاف‌سازی هرچه بیشتر در صادرات و واردات کالاها در گمرک‌های کشور کرد که نتیجه آن کاهش رانت در ورود محصولات به کشور و افزایش درآمدهای دولت بود.
او همچنین در ادامه برنامه‌های اصلاحی خود، قانون مالیاتی جدید دولت را با ساده‌سازی قوانین و مقررات‌زدایی هدفمند در ساختار اقتصادی و اداری کشور و با به حداقل رساندن هرگونه تفسیر مضاعف از قوانین توانست زمینه‌ای مساعد را برای فعالیت کارآفرینان و جذب سرمایه‌گذاران داخلی و خارجی برای رشد و توسعه اقتصاد گرجستان برنامه‌ریزی و عملیاتی کند. یکی از مهمترین اقدامات گیلاوری به عنوان وزیر دارایی، کاهش نرخ مالیات در آغاز سال ۲۰۰۹ بود، در بحبوحه‌ی بحران های مالی جهانی در سال ۲۰۰۸ که بیشتر کشورهای جهان اقدامات ریاضتی را اتخاذ کردند و به دولت گرجستان نیز توصیه کردند که همین کار را انجام دهند، با این حال گیلاوری و دولت گرجستان انواع مالیات های این کشور را (از جمله مالیات بر درآمد از 20% تا 15%) کاهش دادند. این اقدامات برای این کشور که اولین کشوری بود که از رکود به رشد ۶.۴ درصدی در سال ۲۰۱۰ رسید، موفقیت‌آمیز بود.

## دوراننخست وزیری
در فوریه ۲۰۰۹، گیلاوری جانشین گریگول مگالوبلیشویلی به عنوان نخست وزیر گرجستان شد. وی به دلیل شرایط سخت اقتصادی گرجستان (نرخ رشد ۹- درصد) مسئول اصلی برنامه بهبود اقتصادی و بهبود فضای کسب و کار در این کشور شد. نتیجه ساسیت‌های اقتصادی گیلاوری در دوران نخست وزیری با موفقیت چشمگیری رویه‌رو بود به طوری که در سه ماهه دوم سال ۲۰۱۲ (زمانی که گیلاوری از سمت نخست وزیری بازنشسته شد) نرخ رشد اقتصادی گرجستان بیش از ۸ % بود و گرجستان بر اساس گزارش بانک جهانی درباره وضعیت سهولت کسب و کار و تجارت آسان، در رتبه نهم جهان قرار گرفت (از رتبه ۱۱۲ در سال ۲۰۰۶).
دیگر سیاست‌ اصلاح‌طلبانه گیلاوری مربوط به نظام بهداشت و درمان کشور گرجستان می‌شد. او در دوران صدرات خود، اصلاحات مربوط به مراقبت‌های بهداشتی را مدیریت و سازماندهی کرد که منجر به ساخت بیش از ۱۰۰ بیمارستان جدید (توسط بخش خصوصی) در سراسر کشور در مدت دو سال شد. اصلاحات گیلاوری در حوزه ساختار آموزش و پرورش گرجستان نیز سبب ایجاد رقابت سالم و پایدار در نظام‌های آموزش متوسطه و همچنین آموزش عالی در این کشور شد. 
او همچنین مذاکرات توافقنامه تجارت آزاد اتحادیه اروپا و گرجستان را رهبری کرد.

## آثار
- کتاب اقتصاد در میدان عمل (دگرگونی اقتصادی و اصلاح دولت در گرجستان ۲۰۰۴ تا ۲۰۰۱۲)ُ، انتشارات امین‌الضرب، ترجمه امیرحسین چیت‌ساز زاده، مهدی نادری و میثم یوسفی